# Charles Ward
Charles Ward (Los Angeles, 24 agosto 1952 – Glendale, 11 luglio 1986) è stato un ballerino statunitense.

## Biografia
Nato e cresciuto a Los Angeles, Charles Ward si avvicinò alla danza classica all'età relativamente tardiva di 18 anni, quando fu scritturato come ballerino di fila dall'Houston Ballet. Dopo due anni con la compagnia texana, nel 1972 iniziò a danzare con l'American Ballet Theatre, di cui divenne solista nel 1974. Prima ancora di essere proclamato primo ballerino nel 1977, Ward aveva già danzato in alcuni dei maggiori ruoli del repertorio maschile, tra cui Albrecht in Giselle e Siegfried ne Il lago dei cigni. Pochi mesi dopo aver raggiunto il rango più alto all'interno della compagnia, Ward lasciò l'American Ballet Theatre, sentendosi limitato dalla vita artistica rigidamente strutturata della compagnia newyorchese.
Nel 1978 fece il suo debutto a Broadway danzando le coreografie di Bob Fosse in Dancin', spettacolo che gli valse una candidatura al Drama Desk Award al miglior attore non protagonista in un musical. Nel 1980 fece il suo esordio televisivo nella serie Barbara Mandrell & The Mandrell Sisters e debuttò sulle scene italiane danzando accanto a Carla Fracci in Nocture Reverie di Glen Tetley a Roma. L'anno successivo tornò a danzare per Fosse nel musical Pippin e nel 1983 danzò accanto a John Travolta nel film Staying Alive.
Ward era bisessuale ed ebbe una relazione con la ballerina Ann Reinking prima di morire di AIDS all'età di 33 anni.

## Filmografia

### Cinema
- Staying Alive, regia di Sylvester Stallone (1983)

### Televisione
- Barbara Mandrell and the Mandrell Sisters - serie TV, episodi 1x1 e 2x15 (1980-1982)
- Simon & Simon - serie TV, episodio 3x16 (1984)